# Oškobrh (přírodní památka)
Oškobrh je přírodní památka na stejnojmenném vrchu poblíž obce Vlkov pod Oškobrhem v okrese Nymburk v Polabí. Ač vysoký jen 287 metrů, je Oškobrh jedním z nejvyšších kopců oblasti. Důvodem ochrany je populace ohroženého roháče obecného (Lucanus cervus) a jeho stanoviště. Předmětem ochrany jsou též společenstva plevelů, xerotermní stepní trávníky, obnažené výchozy opuk a druhy na toto místo vázané. Území je chráněno od 28. února 2012 jako přírodní památka. Je zařazen do soustavy Natura 2000 jako evropsky významná lokalita. Celková rozloha tohoto území je 100,8 ha.

## Lokalita
Památka se nachází mezi obcemi Oškobrh a Vlkov pod Oškobrhem v okrese Nymburk. V rovinaté Polabské nížině tvoří tento 287 metrů vysoký kopec nepřehlédnutelnou dominantu. Velkou část chráněného území zabírá myslivecká obora, zaměřená převážně na chov muflonů. Oblast, ponechaná přírodě, výrazně kontrastuje s okolní intenzivně využívanou zemědělskou krajinou. Celkový charakter je lesostepní, území je z velké části pokryto lesem.

## Původ jména
Oškobrh je jméno již předslovanské: obvykle se vykládá z germánského základu aska "jasan" a berg "hora" (s významem "jasanový vrch"). Jde o jedno z mála předslovanských místních jmen (jiných než hydronym) na českém území. Kopec v ploché krajině byl jistě významným orientačním bodem pro cestovatele Polabskou nížinou, jehož jméno přetrvalo změny osídlení.

## Historie

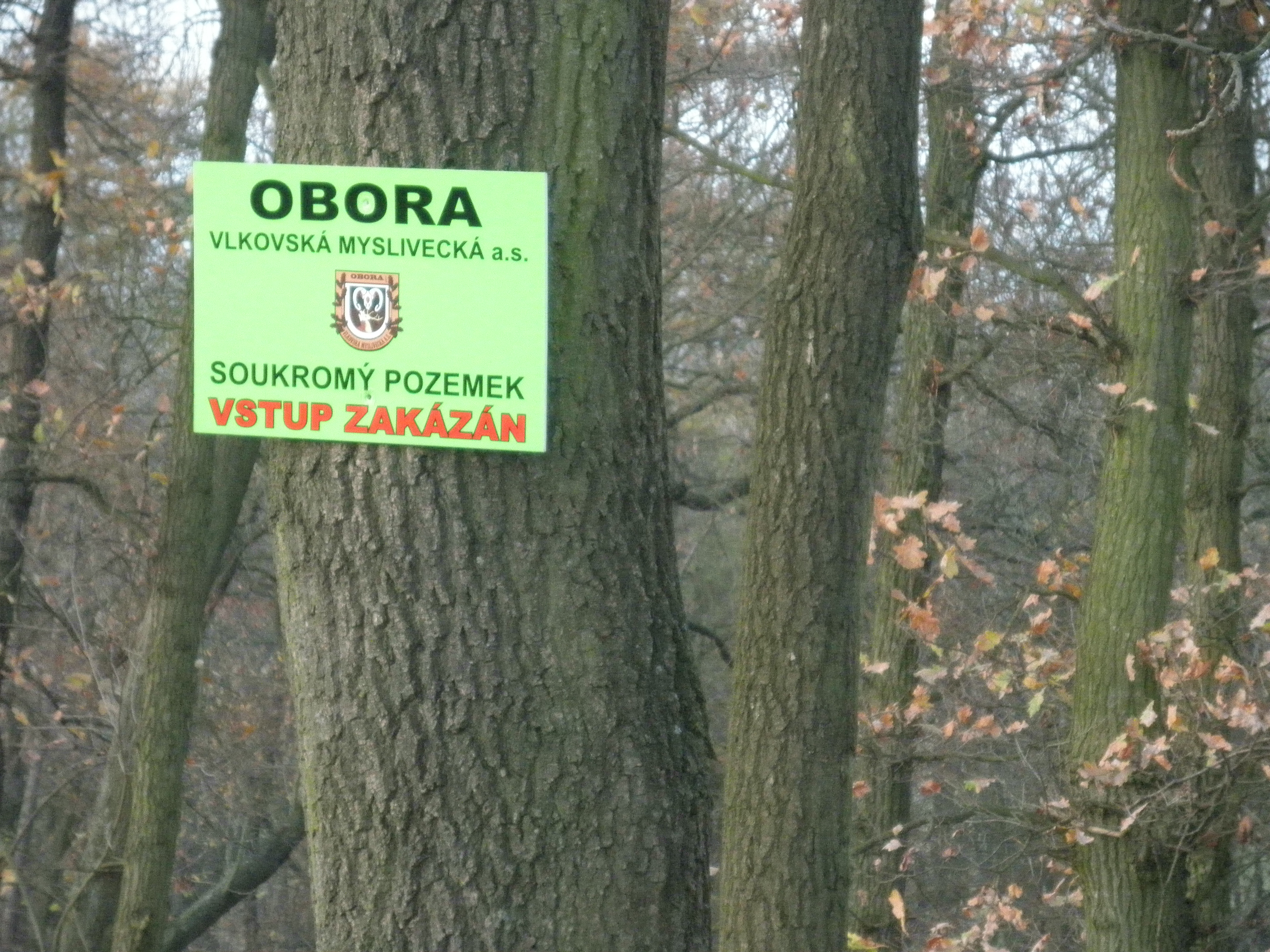
Myslivecká obora na Oškobrhu

Území bylo dlouhodobě intenzivně využíváno, o čemž svědčí množství archeologických nálezů, např. základy tří kostelíků, nejstaršího ze 13. století na místě hradiště na Kostelíčku. Starší pravěké hradiště na Hřebínku se nachází v okolí vrcholu kopce. Na severovýchodě pod kopcem byl během archeologického průzkumu objeven hrob bojovníka s válečnou sekerou velkomoravského rázu. Znovu byl severní vrchol užíván od 13. století, kdy se připomíná i ves Oškobrhy. Tehdy i předtím se na mnoha místech těžila opuka. Objevují se také dohady, že zde bylo i keltské sídliště.
Velmi důležitou roli v ochraně tohoto území zde má vznik obory. První zmínky o oboře na Oškobrhu pocházejí ze 16. století. Teprve po první světové válce vznikla myšlenka na její oplocení; došlo k tomu v roce 1923. Zvěř je zde cíleně chována od roku 1964. Do roku 2007 zahrnovala obora i bezlesí, nyní je pouze na lesních pozemcích. Lovecká sezóna je od 16. srpna do 28. února.
Území je chráněno od 28. února 2012 jako přírodní památka. Je zařazeno do soustavy Natura 2000 jako evropsky významná lokalita.

## Přírodní poměry

### Geologie
Lokalita je tvořena převážně horninami svrchní křídy, turonskými písčitými slínovci ("opukami") a křemitými jílovci. Vrchol je plochý, z určitého pohledu se však Oškobrh jeví jako dvojhrbý kopec. Oškobrh vznikal v období druhohor postupnou erozí, kdy byl okolní měkčí materiál odnesen. Bylo zde nalezeno mnoho zkamenělin fauny křídového moře, převážně amonité, houby a plži. 
Oba vrcholy byly silně poznamenány těžbou opuky. Není vyloučeno, že povrchové lůmky na severním temeni souvisejí už s těžbou kamene pro stavby na slavníkovském hradisku v Libici nad Cidlinou v 10. století (jako nejbližší zdroj opuky). Na jižním svahu jsou zachovalé výchozy opuk, tzv. bílé stráně; jedná se o několik století starý opukový lom, kde se postupně sesouvaly opuštěné lomové stěny.

### Flóra
Oškobrh je z velké části zalesněn; převažují zde doubravy a dubohabřiny, a to zejména v jižní části kopce. Místy se vyskytují monokultury smrku či borovice černé (Pinus nigra), ale také výsadby nepůvodního dubu červeného (Quercus rubra) a dubu ceru (Quercus cerris). Ve zdejších teplomilných bazifilních doubravách se lze setkat s řadou vzácných druhů. Bylinné patro je v současné době zcela spaseno, avšak bez rušivého dopadu a vznikl tak prostor pro vzácné druhy, např. z čeledi vstavačovitých.
Chráněna jsou též společenstva plevelů na opuštěném poli, které navazuje na xerotermní trávníky. Rostou tu velmi vzácné polní plevely.
Na jihozápadním svahu se vyskytují xerotermní trávníky s mnoha ohroženými druhy.

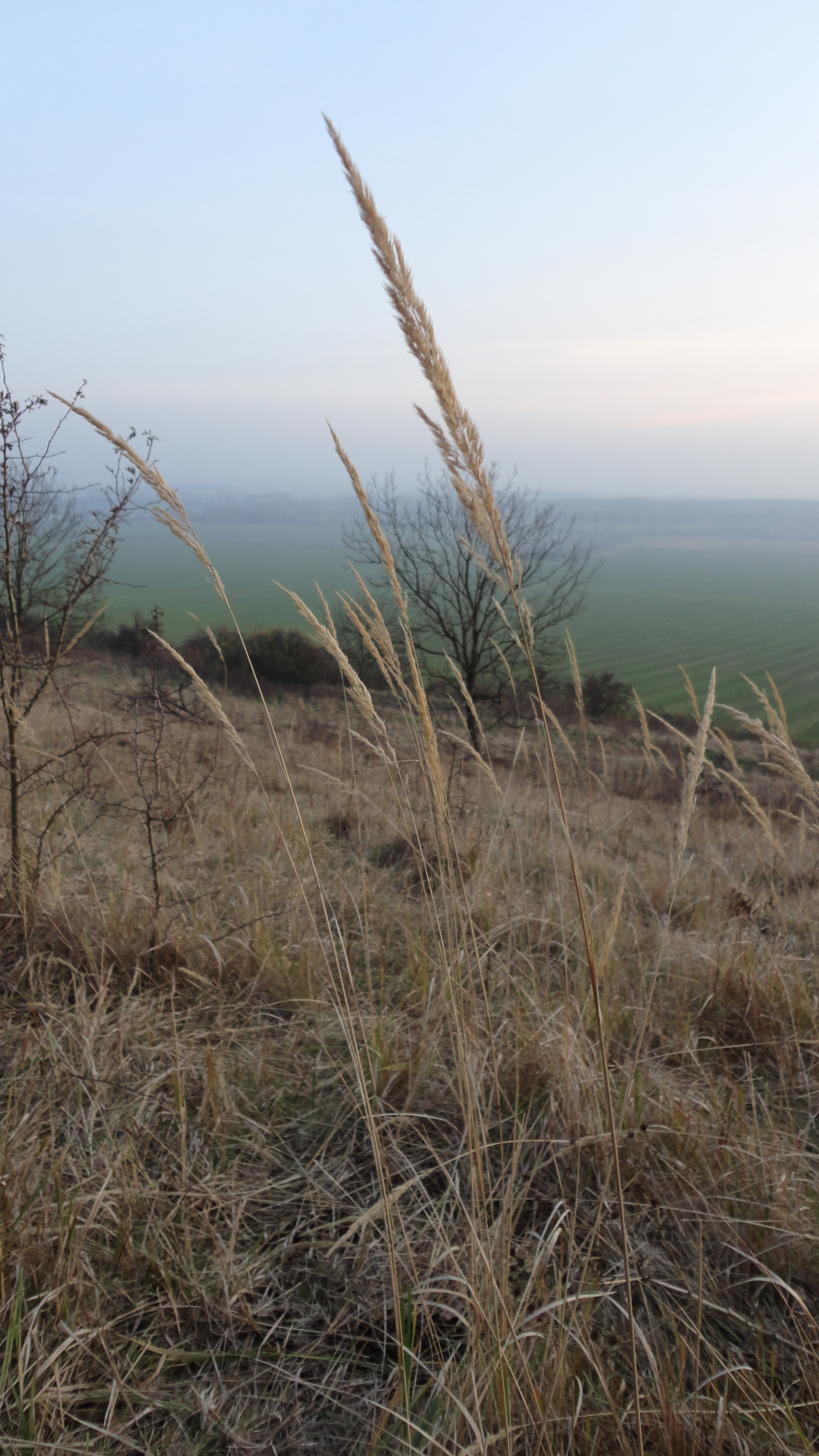
Třtina křovištní

#### Společenstva bazifilních doubrav
- medovník meduňkolistý (Melittis melissophyllum)
- kamejka modronachová (Lithospermum purpurocaeruleum)
- oman vrbolistý (Inula salicina)
- vemeník dvoulistý (Platanthera bifolia)
- tořič hmyzonosný (Ophys insectifera)
- orsej jarní (Ficaria verna)

#### Xerotermní trávníky
- plamének přímý (Clematis recta)
- černohlávek dřípený (Prunella laciniata).
- hořeček nahořklý pravý (Gentianella amarella)
- slézovec durynský (Lavatera thuringiaca)

Nejčastější druhy travin jsou:
- sveřep vzpřímený (Bromus erectus),

- válečka prapořitá (Brachypodium pinnatum)
- třtina křovištní (Calamagrostis epigejos), která začíná výrazně pronikat do těchto porostů.

#### Společenstva plevelů
- hlaváček letní (Adonis aestivalis)
- úporek pochybný (Kicxia spuria)
- voskovka menší (Cerinthe minor)
- pcháč bezlodyžný (Cirsium acaule)
- pcháč bělohlavý (Cirsium eriophorum)
- mák polní (Papaver argemone). [12]

### Houby
Ve zdejších lesích roste mnoho druhů hub: obora je veřejnosti nepřístupná a houby tu tedy nejsou masově sbírány jako v okolních lesích. Nacházejí se zde houby rourkaté i lupenaté. V dubohabřinách se vyskytuje například hřib přívěskatý (Boletus appendiculatus), hřib žlutomasý (Xerocomus chrysenteron), muchomůrka růžovka (Amanita rubescens), hnojník strakatý (Coprinus piaceus), holubinka slanečková (Russula graveolens) a vzácná šedopórka zakouřená (Bjerkandera fumosa). Na padlých dubových kmenech roste hlíva siná (Hohenbuehelia antrocoerulea), špička Bulliardova (Marasmitus bulliardii), choroš plástvový (Polyporus arcularius) a ostnateček okrový (Steccherinum ochraceum).

### Fauna
Do soustavy Natura 2000 bylo toto území zařazeno především kvůli ochraně roháče obecného (Lucanus cervus). Byla zde objevena středně velká populace tohoto brouka. Je vázána na světlé doubravy. Samičky roháče kladou vajíčka do trouchnivějících kmenů a pařezů, larva se poté živí 3-8 let ztrouchnivělým dřevem. Přítomnost starých kmenů a trouchnivějících pařezů je tedy nezbytná pro přežití tohoto druhu. Počty populací tohoto brouka v Evropě klesají, především v důsledku nepříznivých postupů v lesním hospodářství. Na zalesněných plochách Oškobrhu je zakázáno odstraňovat staré pařezy a musí zde být ponechány i trouchnivějící větve a kmeny stromů. Jehličnaté monokultury znemožňují vývoj tohoto druhu.
Na xerotermních stráních se vyskytují někteří zástupci pavouků, mj. sklípkánek černý (Atypus piceus) a snovačka žlutoskvrnná (Euryopis flavomaculata). Nachází se zde kolem 200 druhů motýlů, např. soumračník slézový (Carchadorus alceae), modrásek vikvicový (Polyommatus coridon), modrásek podobný (Plebejus argyrognomom), okáč ovsový (Minois dryas), hnědásek kostkovaný (Melitaea cinxia) a vřetenuška čičorková (Zygaena ephialtes).

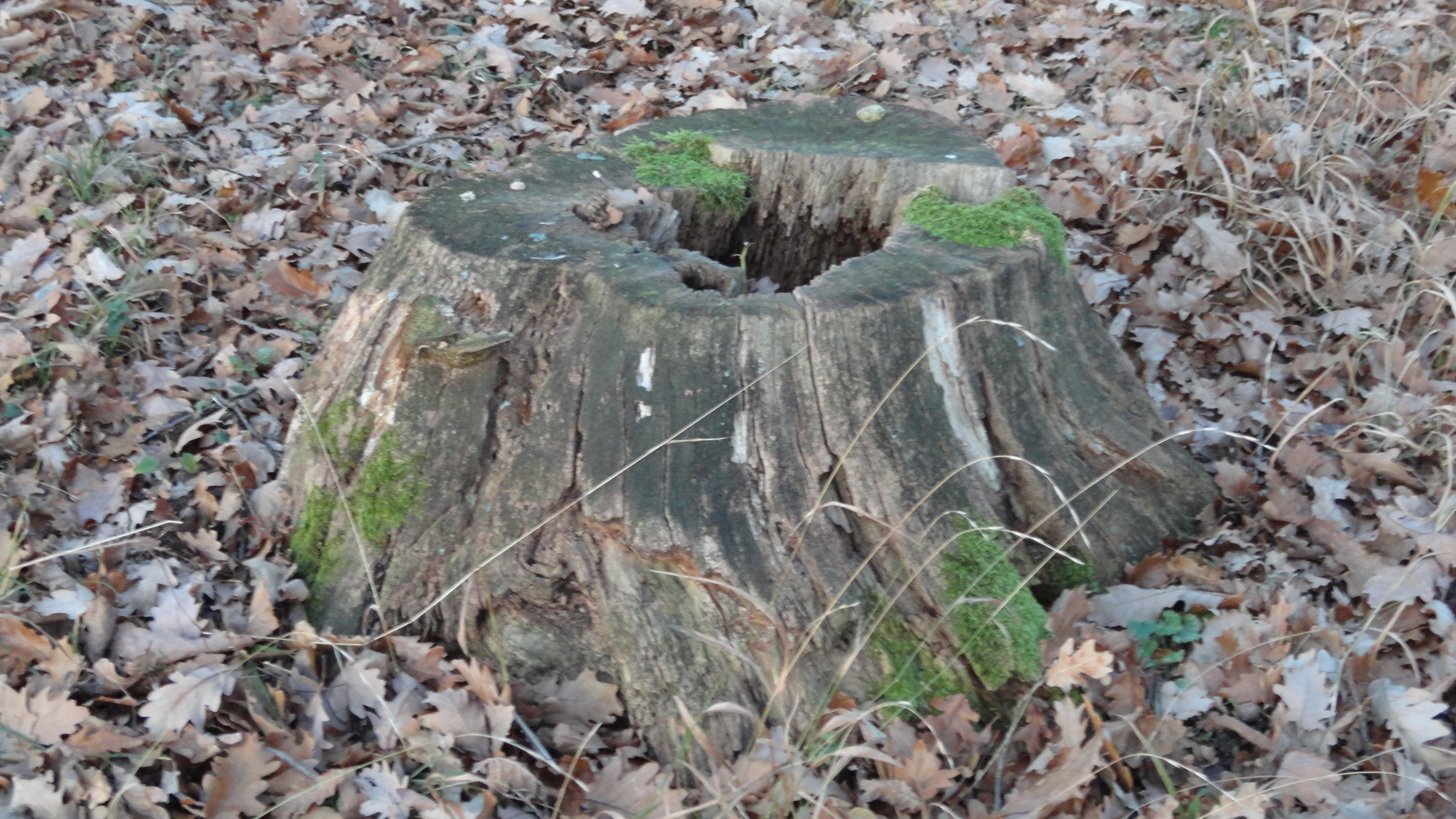
Staré pařezy jsou velmi důležité pro vývoj larev roháče obecného

Z ptáků se zde vyskytují např. strakapoud prostřední (Dendrocopos medius), ťuhýk obecný (Lanius collurio), slavík obecný (Luscinia megarhynchos), žluva hajní (Oriolus oriolus) či včelojed lesní (Pernis apivorus).

## Péče o území
Při plánování péče o toto území je velmi důležité mít na mysli, že bylo vždy intenzivně ovlivněno člověkem. Chceme-li zachovat současný stav lokality, je třeba území nadále intenzivně využívat. Rozhodujícím faktorem pro přežití některých stepních druhů je existence obory.
Na xerotermních stráních byla zavedena pastva. Na velkých plochách se hojně vyskytuje třtina křovištní (Calamagrostis epigejos); je to velmi invazivní druh a je třeba jej potlačovat sečí.
Po vykácení kmenů je nutno ponechat pařezy, které představují jeden z nejdůležitějších biotopů pro larvy roháče. Ohrožení může pro roháče obecného představovat těžba dřeva a nevhodné lesní hospodaření.

## Turistika
Žlutá turistická značka na trase Vlkov pod Oškobrhem – Opolany je vedena po úpatí kopce; vrcholu se vyhýbá. Převážnou část kopce zabírá obora, do níž nemá veřejnost přístup, aktuálně již není možno vystoupat ani na jižní nebo západní svah. Z nezalesněného jižního svahu byl skvělý výhled do okolí. Sport a turistika měly kladný vliv na předmět ochrany, neboť pomáhaly vhodně disturbovat přístupnou část svahu. Na vrchol Oškobrhu bývaly pravidelně pořádány novoroční pochody, které kvůli novému oplocení již nejsou možné.
Také jezdci na motorových čtyřkolkách, kteří svah využívali, již nemají do lokality přístup, takže nedochází k narušení opukových výchozů.